# Munstycke (musikinstrument)
Munstycke är den del av ett blåsinstrument genom vilken utövaren blåser in luft i instrumentet.
Munstycken är oftast löstagbara och utbytbara så att varje spelare kan anpassa instrumentet efter sin egen spelteknik. Det är heller inte ovanligt att till exempel trumpetare har flera olika munstycken som de växlar mellan beroende på vad som ska spelas.

## Bleckblås

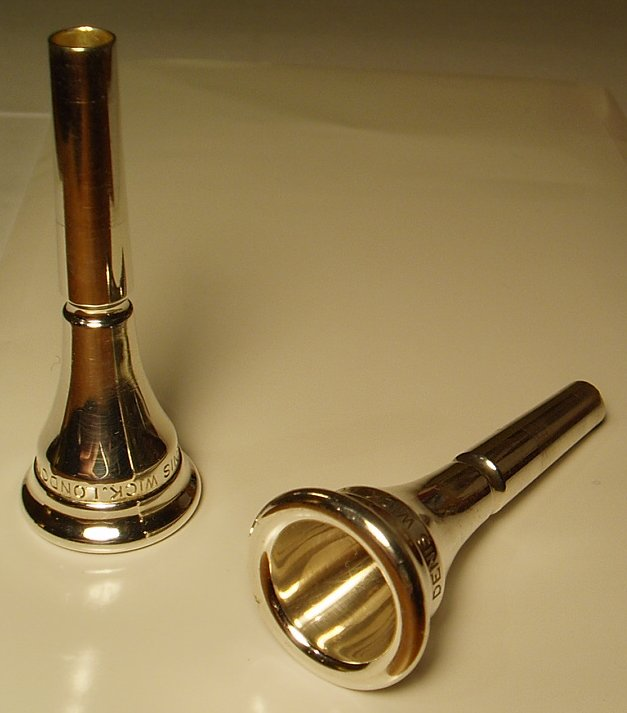
Munstycken till horn.

Munstycken till bleckblåsinstrument är utformade så att utövarens sammanpressade läppar anbringas mot det skålformade munstycket och luften pressas mellan läpparna och in i munstycket. Den grundläggande ljudalstrande vibrationen sker i läpparna.
Det traditionella sättet att tillverka munstycken på är genom svarvning i metall, men även varianter i trä och plast kan förekomma. Munstyckets egenskaper bestäms till stor del av vissa nyckeldimensioner: diametern på hålet som löper rakt genom munstycket och som luften passerar igenom, formen och djupet på den skålformade öppningen, bredden på den ringformade kant som sätts mot läpparna och diametern på denna. För att lättare komma upp på höga toner kan man använda ett grunt munstycke med smal genomlöpande gång, medan ett djupare munstycke ger fylligare klang men snabbare tröttar ut spelaren.

## Träblås, enkelt rörblad

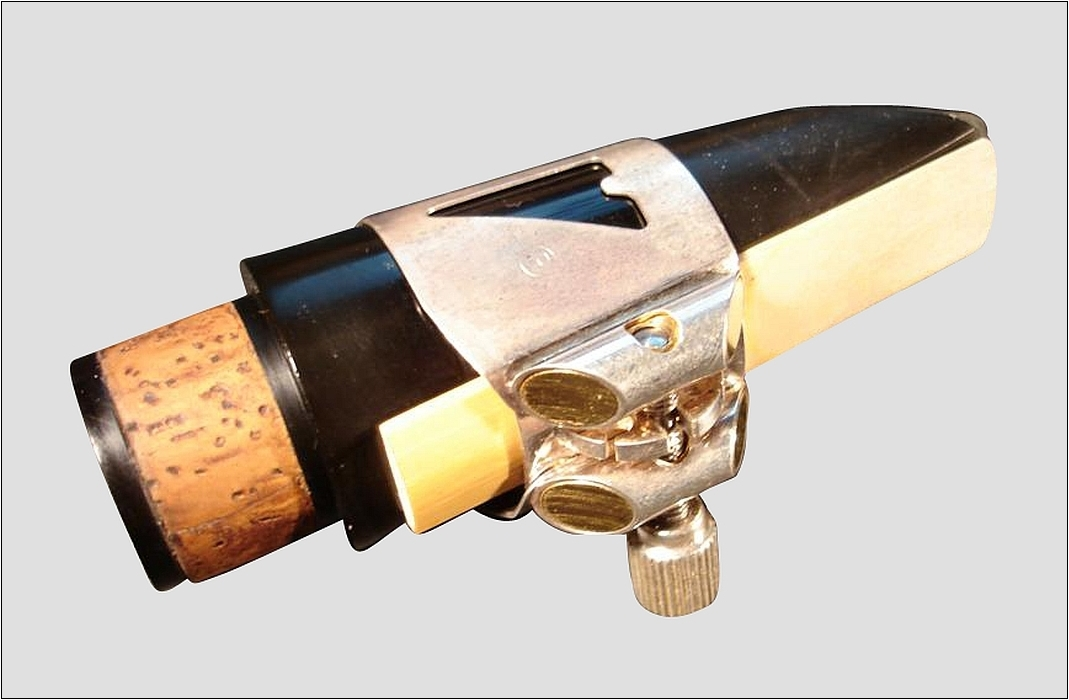
Klarinettmunstycke med rörblad och ligatur.

Munstycken för träblåsinstrument med enkelt rörblad (som klarinetter och saxofoner) förses med ett rörblad som fästs på munstyckets undersida med en ligatur. Munstycket förs in i utövarens mun och blåses genom på sådant sätt att rörbladet vibrerar, vilket alstrar ljudet. Normalt anbringas tänderna mot munstyckets översida medan underläppen viks in mellan rörbladet och tänderna i underkäken.
För träblåsinstrument används munstycket även för stämning, varvid munstycket skjuts in eller dras ut för att påverka längden på den vibrerande luftpelaren och därmed tonhöjden. Den ena kontaktytan mellan munstycket och instrumentet är därför vanligtvis klädd med kork.